# Симоне Симонс
Симоне Симонс (хол. Simone Simons; Hoensbroek, 17. јануара 1985) је холандска пјевачица и главни вокал symphonic metal групе Epica. Симонс се почела занимати за музику у десетој години и након што је преслушала албум групе Nightwish — Oceanborn у петнаестој.